# Braća Peverel
Prvi pomen porodice Peverel je u knjizi Hari Poter i Polukrvni Princ kao preci Marvolo Gaunta, dede po majci Lorda Voldemora. U poslednjoj knjizi serijala, saznaje se da su Peverelovi originalni vlasnici Relikvija Smrti, koje su, sudeći po Pripovestima Barda Bidla, oni dobili od Smrti, iako je Dambldor verovao da su ih sami stvorili. Loza Peverelovih se nastavlja kroz njihove potomke, uključujući i Harija i njegovu decu.
Nakon što je Hermiona ugledala simbol Relikvija Smrti na grobu Ignotusa Peverela u Godrikovoj Dolini, Hari se prisetio Marvolovog hvalisanja kako njegov prsten sadrži grb porodice Peverel i dolazi do zaključka da su Tri Brata u stvari braća Peverel. On dolazi do zaključka da je potomak Ignatusa, budući da se njegov Plašt prenosio s kolena na koleno. Osim toga, Roulingova je potvrdila da su Hari i Voldemor zaista dalji rođaci, zbog njihove veze sa Peverelovima, ako što većina čarobnjačkih porodica dele zajedničko poreklo.

## Antioh Peverel
Antioh Peverel (eng. Antioch Peverell) je bio najstariji od Peverel braće, i vlasnik Nepobedivog Štapića. Bio je ubijen u snu nakon hvalisanja o nepobedivosti štapića, nakon što je njime pobedio u duelu. Ubica je ukrao Nepobedivi Štapić i time inicirao njegovu krvavu istoriju.

## Kadmus Peverel
Kadmus Peverel (eng. Cadmus Peverell) bio je srednji od tri brata, vlasnik Kamena Uskrsnuća. Koristeći kamen, vaskrsao devojku kojom se nameravao oženiti, koja je prerano preminula. Budući da se vratila u svet smrtnika, gde nije pripadala, patila je. Doveden do ludila zbog toga, kadmus je izvršio samoubistvo kako bi joj se pridružio. Kamen je kasnije ugrađen u prsten koji je završio u posedu Marvolo Gaunta.

## Ignotus Peverel
Ignotus Peverel (eng. Ignotus Peverell) je bio najmlađi od trojice braće, opisan u Pripovestima Barda Bidla kao "najskromniji i najmudriji od tri brata". On je bio vlasnik Plašta Nevidljivosti, uz pomoć kojeg je, za razliku od svoje braće, uspešno izbegavao umiranje dugi niz godina, živeći ispunjen i dug život, na kraju "prihvativši Smrt kao starog prijatelja". Hari je zaključio da je njegov Plašt zapravo originalni Plašt koji je bio u Ignotusovom posedu. Za razliku od drugih plašteva nevidljivosti, ovaj nikada nije pokazao znake oštećenja ili iznošenosti, bez obzira što se nasleđivao iz generacije u generaciju Peverelovih do Harija. Time je Hari Poter direktan potomak Ignotusa Peverela. Po rođenju i krvnoj liniji, Hari Poter je zakonski vlasnik tri Relikvije Smrti, premda je on odlučio da zadrži samo Plašt, vrativši Nepobedivi Štapić u Dambldorov grob, nakon što ga je iskoristio da popravi svoj stari, oštećeni štapić; a Kamen Uskrsnuća je ostavio u Zabranjenoj Šumi.